# ジリンダ
ジリンダ (ロシア語: Жилинда; サハ語: Дьилиндэ)とは、ロシア連邦サハ共和国オレニョーク地区にある村。地区の中心地であるオレニョークから320 km離れている。人口は664人（2010年）。アナバル川の支流、マーラヤ・クオナムカ川（р. Малая Куонамка）の河岸に位置する。